# EEV HÁTSZEG
Az Első Erdélyi Vasút HÁTSZEG típusú,  22–27 pályaszámcsoportú, majd a MÁV IIIh. osztályú, később 357 sorozatú mozdonyai C n2 tengelyelrendezésű tehervonati gőzmozdonyok voltak. 1870-ben gyártotta a Maffei. Összesen hat db készült belőle az Első Erdélyi Vasút számára.
Az EEV 1884-es államosításakor a MÁV-nál 278-283 pályaszámokat kaptak, 1891-ben a második számozási rendszerben a IIIh. osztályba sorolták őket és a 3021-3026 pályaszámokat osztották ki nekik. 1911-től  a MÁV harmadik pályaszámrendszerében a 357.001-006 pályaszámokon szolgáltak.

## Fordítás
Ez a szócikk részben vagy egészben  az   EEV 22–27 című német Wikipédia-szócikk fordításán alapul.  Az eredeti cikk szerkesztőit annak laptörténete sorolja fel. Ez a jelzés csupán a megfogalmazás eredetét és a szerzői jogokat jelzi, nem szolgál a cikkben szereplő információk forrásmegjelöléseként.